# Eunice Chibanda
Eunice Chibanda, née le 26 mars 1993 à Harare, est une footballeuse internationale zimbabwéenne évoluant au poste d'arrière droit.

## Biographie
Membre de l'équipe du Zimbabwe, elle participe avec son pays aux Jeux olympiques d'été de 2016 organisés au Brésil. Lors du tournoi olympique, elle joue trois matchs. Avec un bilan peu reluisant de trois défaites en trois matchs, 15 buts encaissés et seulement trois buts marqués, le Zimbabwe ne dépasse pas le premier tour du tournoi.
Elle participe également avec l'équipe du Zimbabwe à la Coupe d'Afrique des nations 2016 organisée au Cameroun. Avec un bilan d'un nul et deux défaites, le Zimbabwe ne parvient pas à s'extirper de la phase de groupe.